# 1435
سنة 1435 كانت سنة بسيطة تبدأ يوم السبت (الرابط يظهر نموذج التقويم الكامل للسنة) من التقويم اليولياني.

## مواليد
- أماديو التاسع، دوق سافوي
- أندريا دل فروكيو
- أندريا ديلا روبيا نحات ايطالي
- المنصور فخر الدين عثمان
- توماس ستانلي (إيرل ديربي الأول)
- جاكوب سبرنجر ثيولوجي ألماني
- جان ميشيل (كاتب)
- جون كليفورد (بارون دي كليفورد التاسع)
- فرانسوا الثاني، دوق بريتاني
- هانس ميملنغ رسام ألماني

## وفيات
- أبو عبد الله محمد المنتصر الثاني.
- إليانور من ألبوركويركي.
- إيزابو البافارية.
- جوفانا الثانية ملكة نابولي.
- جون لانكاستر (دوق بيدفورد الأول).
- عبد القادر المراغي.